# 平山信
平山 信（ひらやま しん、1867年10月6日（慶応3年9月9日） - 1945年（昭和20年）6月2日）は、日本の天文学者。名前の「信」は「まこと」と読まれることもある。同姓の天文学者・平山清次（天体力学、古暦の研究及び小惑星の族の発見で有名）とともに、月の裏側にあるクレーター「ヒラヤマ」の名前の由来となっている。

## 経歴
幕臣平山詮の子として江戸（現・東京都）に生まれた。兄に海軍教授・海軍大学校教官の平山順。寺尾寿に師事した。1888年7月に東京帝国大学理科大学星学科（現・東京大学理学部天文学科）を卒業、蘆野敬三郎と共に同学科の第1回卒業生となった。1890年、グリニッジへ留学、その数か月後にはポツダムへと移り、ヘルマン・カール・フォーゲルの下で当時勃興しつつあった天体物理学を学んだ。1894年に帰国すると東京帝国大学理科大学星学科講師、翌1895年には教授となり、実地天文学・天文観測・天体物理学・恒星天文学・軌道論・測地学などを教えた。1899年に理学博士、1909年に帝国学士院会員となる。1920年、寺尾寿の後任として東京天文台第2代台長に就任、1928年3月に退官するまでその任にあった。台長を務めた間の1924年には、東京天文台を東京麻布から三鷹村（現・三鷹市）への移転を行った。また1925年から理科年表の刊行を始めている。

## 業績
1900年3月に2つの小惑星候補を発見するも軌道を確定できず、発見者とは見なされなかった。この2つの小惑星のうち一方は平山に命名権が譲られトキオ ((498) Tokio) と命名された。もう一方もまた命名について平山に意見が求められ、平山はNipponを提案、これを女性名詞化したニッポニア ((727) Nipponia) と命名された。
日食観測にもたびたび参加し、太陽関係の理論的な研究も行っている。後には恒星天文学を主に研究した。
日本天文学会の創立にも携わり、初代の副会長、第2代、5代、9代の会長を務めた。

## 栄典
位階
- 1899年（明治32年）12月20日 - 正六位[11]
- 1915年（大正4年）1月11日 - 正四位[12]

勲章等
- 1903年（明治36年）12月26日 - 勲五等瑞宝章[13]。
- 1905年（明治38年）6月24日 - 勲四等瑞宝章[14]
- 1915年（大正4年）11月10日 - 大礼記念章[15]
- 1916年（大正5年）7月29日 - 勲二等瑞宝章[16]

## 家族関係
- 明治32年（1899年）11月：長男・坦誕生[2]。
- 明治36年（1903年）2月：次男・嵩誕生[2]。
- 明治37年（1904年）4月：長女・百合誕生[2]。
- 明治40年（1907年）4月：次女・多美誕生[2]。
- 明治44年（1911年）9月：三女・厚誕生[2]。
- 大正3年（1914年）8月：三男・健誕生[2]。
- 大正5年（1916年）4月：四女・千枝誕生[2]。

平山信は妻の藍（伊藤軍兵衛の孫）との間に3男4女をもうけ、4人の娘の嫁ぎ先を通じて坪井家（学者一族）・箕作家（日本最大の学者一族）・正田家（日清製粉のオーナー一族）・佐竹家（旧出羽国秋田藩主一族）・岩崎家（三菱財閥の創業者一族）・三井家（三井財閥の創業者一族）・川上家（東京電気保全の社長を輩出した一族）・中曽根家（政治家一族）らと姻戚関係で結ばれており、正田家を通じて皇室にも繋がっている。また、次男で建築家の嵩の妻の実家・原家を通じて平賀家やサントリーのオーナー一族である鳥井家や佐治家、及び辰馬本家酒造のオーナー一族・辰馬家の係累にもなっている。
信の長女・百合は地質学者・鉱物学者で元東大教授の坪井誠太郎に嫁いだ。誠太郎の父・坪井正五郎は人類学者で元東大教授、理学博士でもある。誠太郎の母、すなわち正五郎の妻・直子は蘭学者・箕作秋坪の長女である。秋坪は箕作阮甫の婿養子であり、従って坪井誠太郎の母・直子は阮甫の孫娘に当たる。故に百合の嫁ぎ先・坪井家を通じて平山家と箕作家はつながっており、平山信の長女は箕作阮甫の曾孫と結婚したといえる。平山信の師匠に当たる寺尾寿も石川家を通じて箕作家と縁続きになるので、寺尾・平山の師弟はともに箕作家と姻戚関係で結ばれているといえる。坪井誠太郎・百合夫妻は長男・正道（物理化学者）、長女・信子、次男・直道の2男1女をもうけ、信子は小寺嘉秀と結婚した。
信の次女・多美は数学者の正田建次郎に嫁いだ。建次郎は日清製粉（現・日清製粉グループ本社）の創業者・正田貞一郎の次男である。貞一郎の三男、すなわち建次郎の弟・英三郎が父の跡を継いで日清製粉の社長になった。正田英三郎の長女が上皇后美智子なので、平山信の次女は皇后の伯父と結婚したといえる。多美の嫁ぎ先・正田家を通じて平山家は皇室とつながっているのである。経済法学者の正田彬は建次郎・多美夫妻の長男なので、平山信の孫にあたる。
信の三女・厚は元東洋製作所社長の佐竹義利に嫁いだ。義利は佐竹東家（佐竹氏の分家）・佐竹義準男爵の長男であり、義準の次女、すなわち義利の妹・操子は元三菱合資会社副社長・岩崎彦弥太に嫁いでいる。彦弥太は三菱財閥3代目総帥・岩崎久弥の長男なので、三菱の創業者・岩崎弥太郎は彦弥太の祖父にあたる（久弥は弥太郎の長男）。従って厚の嫁ぎ先・佐竹家を通じて平山家と岩崎家はつながっており、平山信の三女は岩崎弥太郎の嫡孫の義兄と結婚したといえる。佐竹義利・厚夫妻は2女をもうけ、長女・斎子は斎藤寿一と、次女・紀子は小沢実と結婚した。佐竹義利の姉・高子は泉高勅に嫁いだが、泉は三井十一家の一つ・伊皿子家の7代目当主・三井高寛の次男である。故に佐竹家を通じて三菱と三井という2大企業集団の創業家が血縁になった事になり、平山信は佐竹家を通じて日本の2大財閥の創業者一族と姻戚関係で結ばれているといえる。平山信門下の萩原雄祐も深井家（萩原夫人の実家）・小坂家（信州の地方財閥）を通じて三井十一家の一つ・本村町家と縁続きになるので、平山・萩原の師弟はともに三井家と姻戚関係で結ばれているといえる。
信の四女・千枝は日本国有鉄道常務理事・日本電設工業社長・東京電気保全社長等を歴任した川上寿一に嫁いだ。寿一・千枝夫妻の子・冽は中曽根康弘の姪・光子と結婚している（光子の父・吉太郎は康弘の兄）。このことから、千枝の嫁ぎ先・川上家を通じて平山家と中曽根家はつながっており、平山信の孫は中曽根康弘の姪と結婚したといえる。
信の長男・坦は元台湾銀行勤務。妻・節（朝比奈貞英の長女）との間に長女・幸子がいる。
信の次男・嵩は建築家で元東京大学工学部教授。妻・文子（原正幹の長女）との間に長男・皓、次男・淳、三男・達、長女・和子の3男1女をもうけたが、文子の叔母で原正幹の妹・カズが工学者・平賀譲に嫁いでいる。平賀譲・カズ夫妻の長女が辰馬本家酒造の辰馬俊夫に、三女がサントリーの社長・会長を歴任した佐治敬三に嫁いだため、平山家は原家・平賀家を通じて辰馬家及び佐治家と、さらに佐治家を通じて鳥井家と姻戚関係で結ばれたといえる。嵩の次男・平山淳は祖父・信と同じく天文学者で国立天文台名誉教授。
信の三男・健は理学博士。